# Минербе
Минербе (итал. Minerbe) — коммуна в Италии, располагается в провинции Верона области Венеция.
Население составляет 4581 человек, плотность населения составляет 158 чел./км². Занимает площадь 29,69 км². Почтовый индекс — 37046. Телефонный код — 0442.
Покровителем коммуны почитается святой Лаврентий, празднование 10 августа.

## Города-побратимы
- Швабенхайм-на-Зельце, Германия (2001)